# Poecilium sinense
Poecilium sinense là một loài bọ cánh cứng trong họ Cerambycidae.